# Карлова площа
Ка́рлова пло́ща (чеськ. Karlovo náměstí, розмовна вживана назва Карлак/чеськ. Karlák) — площа у Новому Мєсті столиці Чехії місті Празі; найбільший майдан країни й один з найбільших у Європі.
Майдан названий на честь короля Карла IV, за правління якого власне його було започатковано й впорядковано. 

## Загальний опис
Карлова площа розташована південніше празького середмістя в історичному Новому Мєсті (одночасно це сучасний кадастровий квартал), адміністративно ж належить до району Прага-2. 
Це — прямокутник з розмірами приблизно 130 х 510 м, причому велику частину простору обіймає сквер у центральній частині майдану. Загальна площа Карлового майдану — 80 550 м², що робить його найбільшим у Чехії й однією з найбільших площ у Європі. 
Більшість будівель на півдні і сході майдану складає комплекс корпусів Загальної лікарні, зокрема відділення внутрішніх хвороб. По центру площу перетинає Ячна вулиця (чеськ. Ječná ulicí, «Ячмінна вулиця»). На заході і по Ячній пролягає трамвайна лінія.

## Історія
Карлова площа виникла за правління короля Карла IV у середині XIV століття під час формування Нового Міста й планувалась як один з міських громадських осередків. 

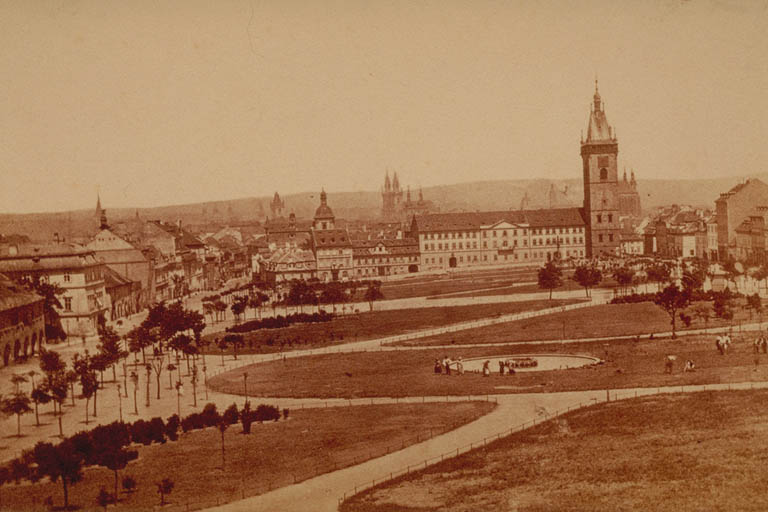
Карлова площа в 1871 році

Тривалий час майдан мав назву Добитчі трг (чеськ. Dobytčí trh, «Скотний ринок»), адже тут торгували худобою.
До 1789 року у середині Карлової площі стояла готична будівля каплиці Тіла Христового (чеськ. Kaple božího těla).
Сучасну назву майдан дістав з підйомом чеського національного руху — у рік «Весни народів» (1848). 
У 1860-х роках у центрі Карлового майдану розбито великий сквер. 
Наприкінці XIX століття на Карловій площі було запущено трамвай. 
У 1985 році на площі відкрили однойменну станцію Празького метрополітену — «Карлово наместі» (чеськ. Karlovo náměstí). 
Після ліквідації трамвайних колій на Вацлавській площі (1980) вузол трамвайної лінії був перенесений на Карлову площу.

## Головні будівлі
- Новоміська ратуша (чеськ. Novoměstská radnice);

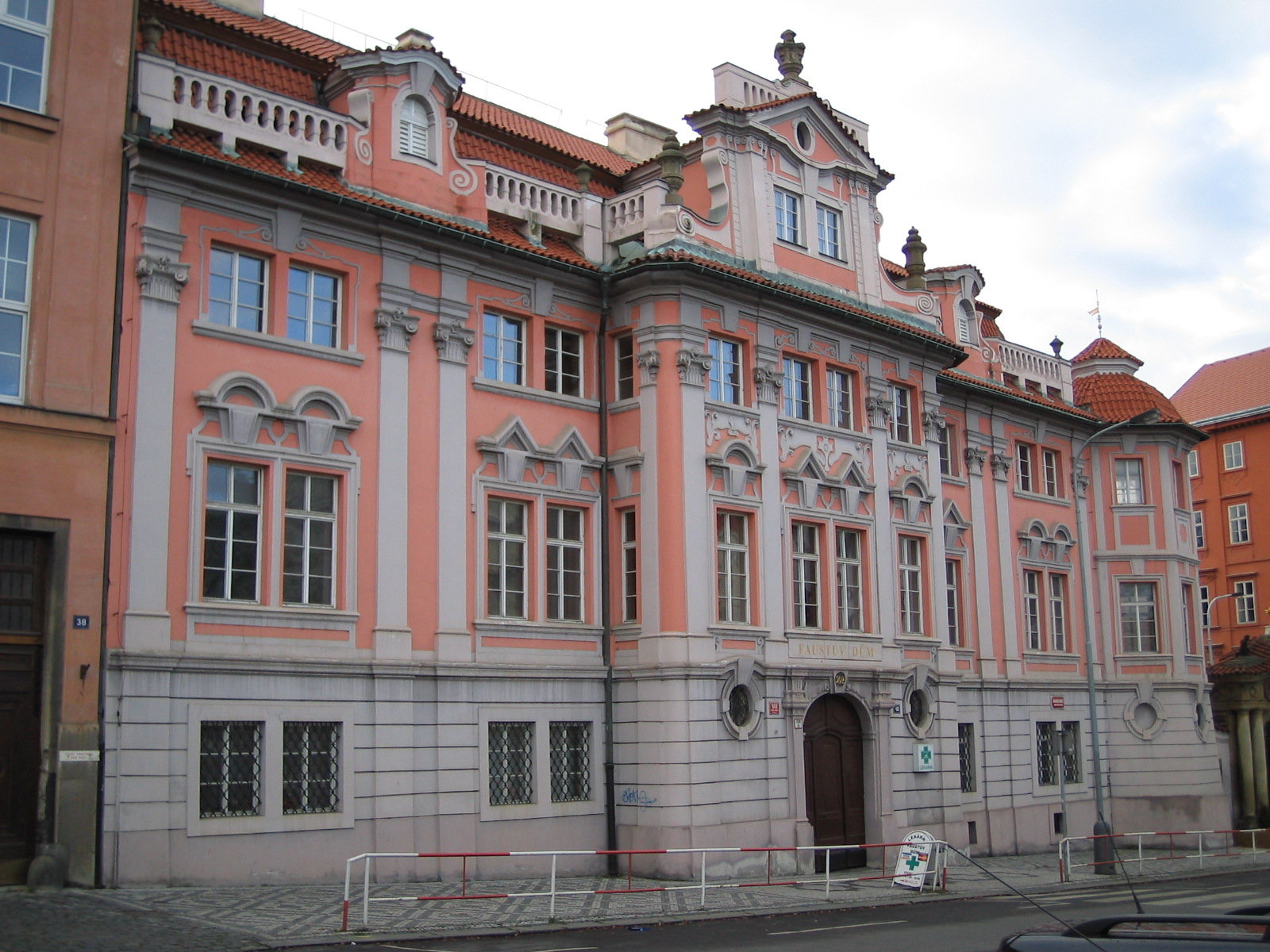
Будинок Фауста

- Костел святого Ігнація (чеськ. Kostel svatého Ignáce);
- Новоміський єзуїтський коледж (чеськ. Novoměstská jezuitská kolej);
- Будинок Фауста (чеськ. Faustův dům);
- Палац Харитас (чеськ. Palác Charitas);
- Чеський технічний університет.